# Batalla de Espinosa de los Monteros
La batalla de Espinosa de los Monteros fue librada el 10 y 11 de noviembre de 1808, en las proximidades de la localidad homónima burgalesa en los Montes Cantábricos, en que las tropas napoleónicas al mando del general Claude Victor Perrin obtuvieron la victoria contra el teniente general Joaquín Blake, jefe del Ejército de Galicia, incorporado al Ejército de la izquierda, también bajo el mando de Blake.

## Desarrollo de la batalla

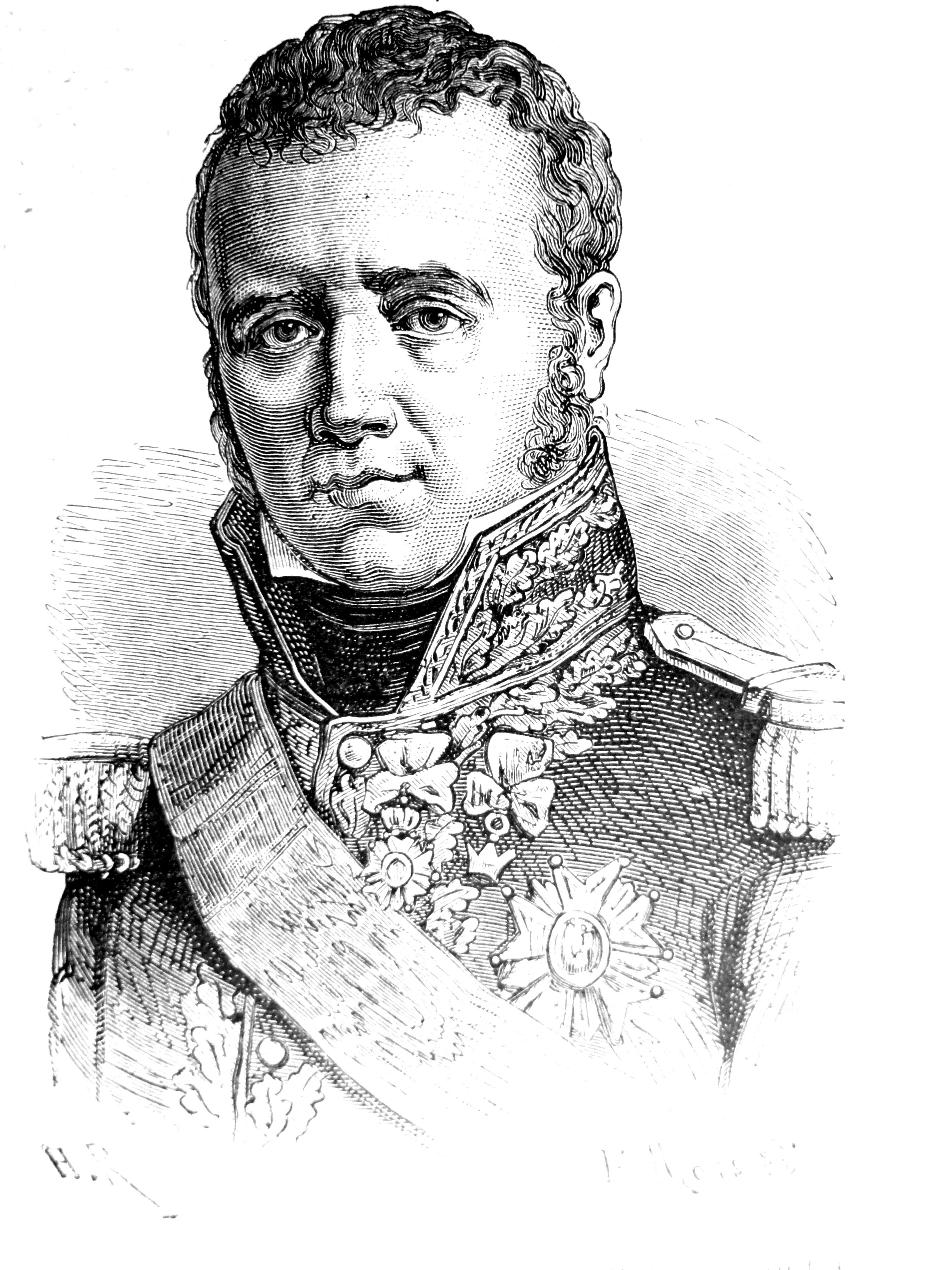
Claude Victor-Perrin

En el primer día de combate, Victor, buscando una victoria fácil que borrase su humillación en Valmaseda, lanzó una serie de ataques sin sentido que fueron repelidos con fuertes perdidas por los disciplinados soldados regulares del general marqués de la Romana. Sin embargo, la posición de Blake todavía se mantenían. En la mañana del 11 de noviembre, Victor retomó sus posiciones y coordinó un ataque francés masivo que atravesó a la izquierda de Blake y barrió las tropas españolas fuera del campo de batalla. Los franceses capturaron un total de 4 cañones anclados e inservibles y algunas banderas.  
Aunque no es una derrota decisiva en sí misma, la confusión desesperada del ejército español destrozado y cansado, que carecía de un gobierno y una estructura de mando coordinada, la batalla de Espinosa marcó un golpe de muerte para el Ejército de Galicia que mandaba Blake. En su haber, con todo fue capaz de retirar cara al oeste, con orden, lo que quedaba de sus tropas a través de las montañas, escapando de la persecución del mariscal Soult. Cuando llegó a León, el 23 de noviembre de 1808, todavía contaba con 10 000 hombres bajo su mando. Tres días después, Blake traspasó el mando de sus tropas al marqués de la Romana.
En la batalla fue gravemente herido Acevedo, el general al mando del Ejército de Asturias, cuyo ayudante fue Rafael del Riego. Riego tuvo que retirarse derrotado, llevándose consigo a Acevedo mientras el resto de las tropas huían en desbandada. En las inmediaciones de Espinosa de los Monteros una patrulla de cazadores franceses les dio alcance y asesinaron a Acevedo a bayonetazos, sin que su ayudante pudiera hacer nada por ayudar a su superior. Riego fue apresado y llevado a Francia.
Otros mandos españoles heridos en la batalla fueron el brigadier general Francisco Riquelme, al mando de la 3.ª División, quien falleció a causa de sus heridas, al igual que el conde de San Román, al mando de la 5.ª División.